# FK Soljaris Moskva
Futbolnyj klub Soljaris Moskva (rusky Футбольный клуб «Солярис» Москва) je ruský fotbalový klub sídlící v hlavním městě Moskva, v sezóně 2014/15 hrající ruskou Vtoroj divizion. Klub byl založen v roce 2014.

## Umístění v jednotlivých sezonách
| Sezóny  | Liga                        | Úroveň | Z | V | R | P | VG | OG | +/- | B | Pozice |
| ------- | --------------------------- | ------ | - | - | - | - | -- | -- | --- | - | ------ |
| 2014/15 | Vtoroj divizion – sk. Zapad | 3      |   |   |   |   |    |    |     |   |        |